# USA i olympiska vinterspelen 1988
USA deltog med 118 deltagare i olympiska vinterspelen 1988 i Calgary. Totalt vann de två guldmedaljer, en silvermedalj och tre bronsmedaljer.

## Medaljer

### Guld
- Hastighetsåkning på skridskor
  - 500 m damer: Bonnie Blair
- Konståkning
  - Singel herrar: Brian Boitano

### Silver
- Hastighetsåkning på skridskor
  - 1 500 m herrar: Eric Flaim

### Brons
- Hastighetsåkning på skridskor
  - 1 000 m damer: Bonnie Blair
- Konståkning
  - Paråkning: Jill Watson, Peter Oppegard
  - Singel damer: Debi Thomas